# Jean-Guillaume-Friso d'Orange
Jean-Guillaume-Friso de Nassau-Dietz (en allemand Johann Wilhelm Friso von Nassau-Dietz), né le 4 août 1687 à Dessau et mort noyé le 14 juillet 1711 à Moerdijk, fut prince de Nassau-Dietz, stathouder de Frise de 1696 à 1711, prince d'Orange de 1702 à 1711, stathouder de Groningue de 1708 à 1711.

## Famille
Il est le fils de Henri-Casimir II de Nassau-Dietz et d'Henriette-Amélie d'Anhalt-Dessau.
En 1709, Jean-Guillaume-Friso de Nassau-Dietz épouse Marie-Louise de Hesse-Cassel (1688-1765), fille du landgrave Charles Ier.
Deux enfants sont nés de cette union :
- Anne-Charlotte-Amélie d'Orange-Nassau (1710-1777), en 1727 elle épousa Frédéric de Bade-Durlach (1702-1732) ;
- Guillaume IV d'Orange-Nassau, stathouder des Pays-Bas.

## Biographie

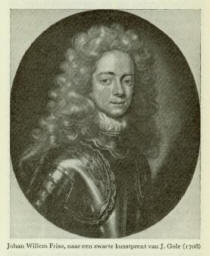
Jean-Guillaume-Friso.

Avec la mort de Guillaume III d'Orange-Nassau survenue le 8 mars 1702, la lignée directe et légitime de Guillaume Ier d'Orange-Nassau dit « Le Taciturne » s'éteint. Jean-Guillaume-Friso de Nassau-Dietz est l'aîné dans les prétendants à la succession, étant un descendant direct du frère cadet de Guillaume Ier d'Orange-Nassau. Jean-Guillaume-Friso de Nassau-Dietz a également comme grand-mère paternelle la princesse Albertine-Agnès d'Orange-Nassau, sœur cadette de Guillaume II d'Orange-Nassau et fille du stathouder de Hollande Frédéric-Henri d'Orange-Nassau.
Guillaume II d'Orange-Nassau, père de Guillaume III, réclame la succession comme stathouder dans toutes les provinces tenues par son fils. La faction républicaine des Pays-Bas rejeta cette demande. Les cinq provinces précédemment gouvernées par Guillaume III d'Orange-Nassau (la Hollande, la Zélande, Utrecht, la Gueldre et Overijssel) restent sans stathouder (en). Les deux dernières provinces, la Frise, et Groningue), qui n'avaient pas Guillaume III comme stathouder, échoient à Jean-Guillaume-Friso (1708).
Au début de sa carrière politique, Jean-Guillaume-Friso de Nassau-Dietz crée la troisième Chambre d'Orange, régie actuellement par Son Altesse royale Béatrix des Pays-Bas. Son fils, Guillaume IV d'Orange-Nassau devient plus tard stathouder de chacune des sept provinces.
L'union entre Louise-Henriette d'Orange (sœur de cadette de Guillaume II d'Orange-Nassau) et Frédéric-Guillaume Ier de Brandebourg, pousse Frédéric Ier de Prusse à réclamer pour la Prusse la transmission de la ville de Lingen (Basse-Saxe) et la principauté d'Orange située dans la vallée du Rhône, qui est cédée plus tard par celui-ci à la France. Or, selon la volonté de Guillaume III d'Orange-Nassau, c'est Jean-Guillaume-Friso de Nassau-Dietz qui hérite de la principauté d'Orange (1702), initiant une nouvelle branche de la Maison d'Orange-Nassau.
Jean-Guillaume-Friso de Nassau-Dietz est général des troupes hollandaises lors de la guerre de Succession d'Espagne, il sert sous le commandement du duc de Marlborough et est un officier compétent. Ce prestige acquis pendant cette guerre est peut-être à l'origine de son élection comme stathouder dans les cinq autres provinces.
En 1711, son navire fait naufrage entre la Belgique et La Haye, et il meurt noyé le 14 juillet 1711.

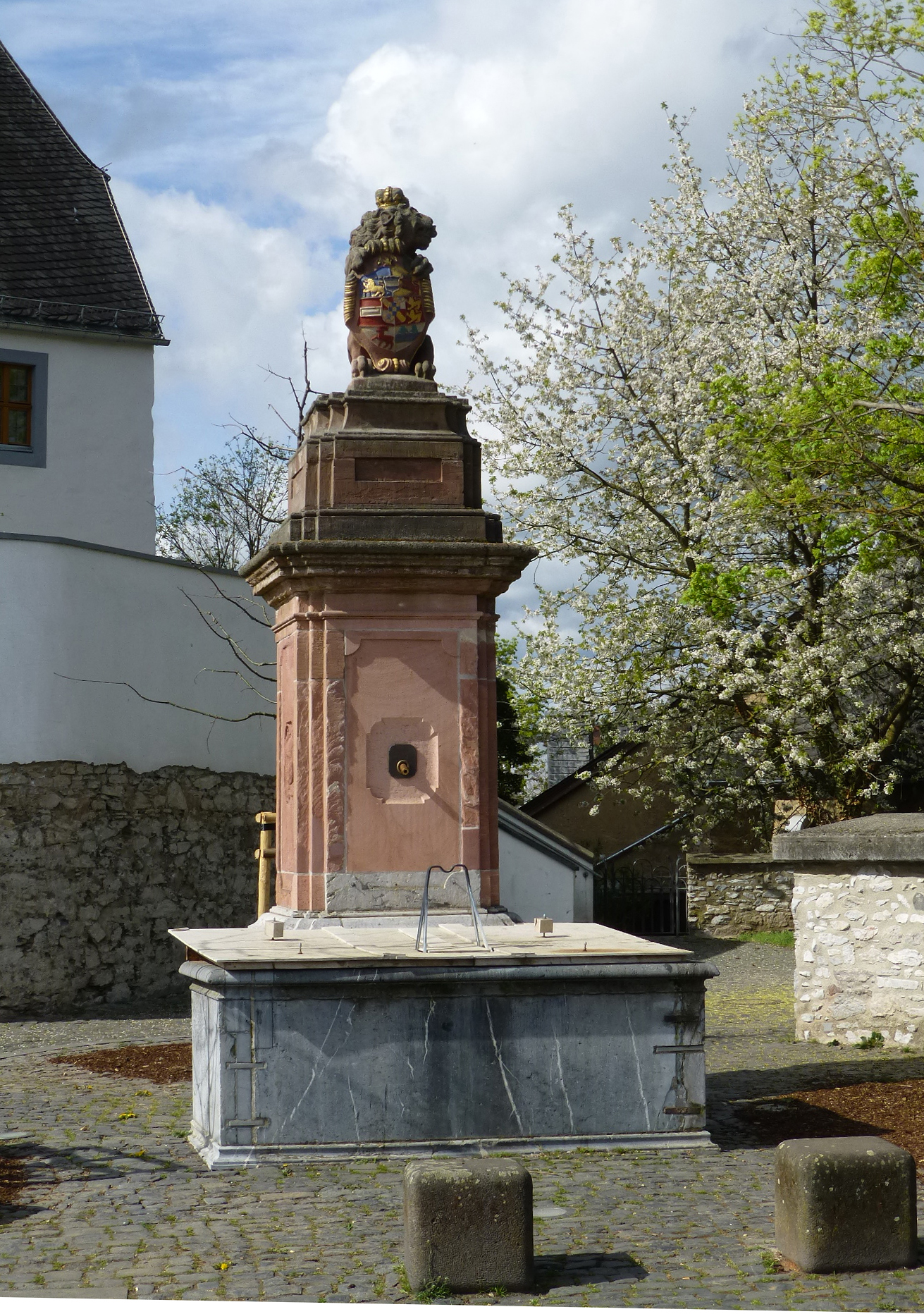
Fontaine dite de Friso élevée à sa mémoire à DIEZ (Rhénanie).

## Titres
- Stathouder de Frise et Groningue; Prince de Nassau-Dietz
- Prince d'Orange-Nassau
- Marquis de Veere et Flessingue
- Comte de Buren, Leerdam, Katzenelnbogen, Spiegelberg et Vianden
- Vicomte d'Anvers
- Baron de Aggeris, Bréda, Cranendonck, Pays de Cuijk, Daesburg, Eindhoven, Grave, De Lek, IJsselstein, Diest, Grimbergen, Herstal, Warneton, Beilstein, Arlay et Nozeroy
- Seigneur héréditaire d'Ameland
- Seigneur de Baarn, Bredevoort, Dasburg, Mont-Sainte-Gertrude, Hooge en Lage Zwaluwe, Klundert, Liesveld, 't Loo, Montfort, Naaldwijk, Niervaart, Polanen, Steenbergen, Sint-Maartensdijk, Soest, Ter Eem, Turnhout, Willemstad, Zevenbergen, Bütgenbach, Saint-Vith et Besançon.

## Anecdote
Jean-Guillaume-Friso d'Orange est l'ancêtre commun de tous les monarques régnant sur l'Europe. Bien qu'il existe d'autres ancêtres commun à toutes ces familles, Jean-Guillaume-Friso d'Orange est le plus récent.